# Arvin Mulaj
Arvin Mulaj (auch Arvin Moulai geschrieben; * 29. Juni 2003) ist ein deutscher Fußballspieler.

## Karriere
Nach seinen Anfängen in der Jugend des Osnabrücker SC wechselte er im Sommer 2015 in die Jugendabteilung des VfL Osnabrück. Dort durchlief er alle Jugendmannschaften und kam unter anderem zu dreizehn Einsätzen in der A-Junioren-Bundesliga, bei denen ihm zwei Tore gelangen. Für seinen Verein kam er auch zu seinem ersten Einsatz im Profibereich in der 3. Liga, als er am 5. Dezember 2021, dem 18. Spieltag, beim 0:0-Heim-Unentschieden gegen den TSV Havelse in der 73. Spielminute für Ba-Muaka Simakala eingewechselt wurde.